# Nikita Tracey
Pour les articles homonymes, voir Tracey.
Nikita Bernetta Tracey (née le 18 septembre 1990) est une athlète jamaïcaine, spécialiste du 400 mètres haies. 

## Biographie
Elle est la sœur aînée de Ristananna Tracey.

## Palmarès
| Date | Compétition                                      | Lieu           | Résultat | Épreuve     | Performance   |
| ---- | ------------------------------------------------ | -------------- | -------- | ----------- | ------------- |
| 2008 | Championnats du monde juniors                    | Bydgoszcz      | 8e       | 400 m haies | 59 s 05       |
| 2009 | Championnats d'Amérique centrale et des Caraïbes | La Havane      | 3e       | 400 m haies | 58 s 14       |
| 2009 | Championnats d'Amérique centrale et des Caraïbes | La Havane      | 2e       | 4 x 400 m   | 3 min 34 s 02 |
| 2009 | Championnats panaméricains juniors               | Port-d'Espagne | 1re      | 400 m haies | 57 s 82       |
| 2009 | Championnats panaméricains juniors               | Port-d'Espagne | 2e       | 4 x 400 m   | 3 min 37 s 65 |
| 2010 | Jeux d'Amérique centrale et des Caraïbes         | Mayagüez       | 4e       | 400 m haies | 58 s 54       |
| 2010 | Jeux d'Amérique centrale et des Caraïbes         | Mayagüez       | 1re      | 4 x 400 m   | 3 min 32 s 31 |

## Records
| Épreuve          | Performance | Lieu     | Date         |
| ---------------- | ----------- | -------- | ------------ |
| 400 mètres haies | 55 s 01     | Kingston | 22 juin 2017 |